# Sirilak Kwong
Sirilak Kwong (tiếng Thái: ศิริลักษณ์ คอง; sinh ngày 11 tháng 5 năm 1995), còn có nghệ danh là Lingling (หลิงหลิง) là một nữ diễn viên, người mẫu thuộc Channel 3. Cô nổi tiếng với vai chính trong các tác phẩm như vai Makkalee trong Makkali The Love Tree (2022), vai Khun Manwad (Man) trong Royal Doctor (2023) và càng nổi tiếng hơn từ vai FahLada trong phim The Secret of Us (2024) bộ phim sapphic đầu tiên của Channel 3.

## Đời tư
Lingling sinh ngày 11 tháng 5 năm 1995. Cha cô là người Hồng Kông, mẹ là người tỉnh Kalasin, Thái Lan. Cô là con gái lớn và có 1 em trai. Lingling sinh ra và lớn lên ở Hồng Kông cho đến năm 17 tuổi mới chuyển về Thái Lan. Cô có thể nói được tiếng Thái, tiếng Anh và tiếng Trung Quốc (Quảng Đông, Quan Thoại). Tốt nghiệp trung học phổ thông từ Trường Kalasin Pittayasan và tốt nghiệp với bằng cử nhân ngành du lịch tại Cao đẳng Quốc tế Quản lý Du lịch Đại học Khon Kaen.

## Sự nghiệp
Khi đang học năm thứ 3 hệ cử nhân tại trường đại học. Lingling tham gia cuộc thi sắc đẹp Hoa hậu Khon Kaen năm 2016 và nhận giải Á hậu 1 và được nhiếp ảnh gia yêu thích. Sau đó vào năm 2018, cô tham gia cuộc thi sắc đẹp Miss Khao Suan Kwang tỉnh Khon Kaen và giành được vị trí số 1 khiến cô trở nên nổi tiếng với công chúng
Lingling sau đó đã ký hợp đồng làm diễn viên của Channel 3 và xuất hiện với vai Ling trong My Forever Sunshine. Đến năm 2022, Lingling tỏa sáng với vai chính Makkali trong Makkali The Love Tree.
Năm 2024, cô đóng vai chính trong bộ phim truyền hình "The Secret of Us" của Channel 3, trong phim cô vào vai Fahlada, một bác sĩ trở về sau chuyến du học. Sự kết hợp CP của Lingling và Orm được gọi là "LingOrm".
Vào tháng 9 năm 2024, Lingling thành lập thương hiệu quần áo cá nhân "AlwaysWonder" đồng thời là đối tác và người phát ngôn của thương hiệu cốc giữ nhiệt "TEMP-ZERO".
Vào tháng 5 năm 2025, cô đã hợp tác ra mắt thương hiệu trang sức "LO's Darlene" với Kornnaphat Sethratanapong. Cùng tháng đó, cô cũng cho ra mắt thương hiệu món tráng miệng "Kwong Kee Egg Rolls".

## Danh sách phim

### Phim truyền hình
| Năm  | Tựa đề                | Vai           | Vai trò   | Đài |
| ---- | --------------------- | ------------- | --------- | --- |
| 2020 | Trab Fah Mee Tawan    | Ling          | Nữ phụ    | CH3 |
| 2022 | Makkali The Love Tree | Makkali       | Nữ chính  | CH3 |
| 2023 | Royal Doctor          | Maenwad       | Nữ phụ    | CH3 |
| 2023 | Love Destiny Season 2 | Jantrawadee   | Khách mời | CH3 |
| 2024 | Dhevaprom: Jaipisut   | Annie Anthika | Nữ phụ    | CH3 |
| 2024 | Kissed by the Rain    | Nicha         | Nữ phụ    | CH3 |
| 2024 | The Secret of Us      | Fahlada       | Nữ chính  | CH3 |
| 2024 | My Cherie Amour       | Chandra       | Nữ phụ    | CH3 |
| 2025 | Only You              | Tawan         | Nữ chính  | CH3 |

## Tác phẩm âm nhạc

### Nhạc phim
| Năm  | Tựa đề       | Tên phim         | Ghi chú                       |
| ---- | ------------ | ---------------- | ----------------------------- |
| 2024 | สุดท้ายฉันก็เจ็บ  | The Secret of Us | —                             |
| 2024 | อย่าเล่นกับระบบ | The Secret of Us | Với Kornnaphat Sethratanapong |

### Video ca nhạc
| Năm  | Tựa đề                                   | Ca sĩ                   |
| ---- | ---------------------------------------- | ----------------------- |
| 2020 | ช่วยกลับมากวนหัวใจ Ost. My Forever Sunshine | Tanont Chumroen         |
| 2022 | รอเธอรู้ใจ                                 | Thanaphon Jaruchitranon |
| 2023 | ไม่ได้ทันได้บอกเธอ (Too Late)                | Metawin Opas-iamkajorn  |
| 2024 | ปฏิเสธไม่ไหว(Crush on you)                 | Lipta feat. No One Else |

## Quảng cáo
| Năm  | Thương hiệu         | Dự án                                              | Ghi chú                       |
| ---- | ------------------- | -------------------------------------------------- | ----------------------------- |
| 2024 | Ezaki Glico         | Sữa hạnh nhân Glico Koka                           |                               |
| 2024 | OPPO                | OPPO A3 Series                                     | Với Kornnaphat Sethratanapong |
| 2024 | OPPO                | OPPO A3 Series                                     | Với Mike Theodor Platte       |
| 2024 | Cathy Doll          | Son bóng Cathy Doll Moistful Bear Lip Glam         | Với Kornnaphat Sethratanapong |
| 2024 | XCrossOver          | Angelic Love Angel Heart                           |                               |
| 2024 | TRAPPING.CO         | WRITTEN IN THE STARS                               | Với Kornnaphat Sethratanapong |
| 2024 | SnackPaper          | Người phát ngôn hương hiệu bánh quy SharingCookies |                               |
| 2024 | TEMP-ZERO           | Cốc giữ nhiệt                                      |                               |
| 2024 | TancyTrue           | Đại sứ thương hiệu                                 |                               |
| 2024 | Moochie             | Thức ăn cho thú cưng                               |                               |
| 2024 | EZYSweet            | Các dòng bánh phô mai                              | Với Kornnaphat Sethratanapong |
| 2024 | SmoothE+            | Người phát ngôn thương hiệu                        | Với Kornnaphat Sethratanapong |
| 2024 | VIDA                | Người phát ngôn thương hiệu                        | Với Kornnaphat Sethratanapong |
| 2024 | BABI                | Đại sứ thương hiệu                                 | Với Kornnaphat Sethratanapong |
| 2024 | Bangkok Bank M Visa | Đại sứ thương hiệu                                 |                               |
| 2024 | Watsons             | Bạn thân thương hiệu                               | Với Kornnaphat Sethratanapong |
| 2025 | The Touch Clinic    | Đại sứ thương hiệu                                 | Với Kornnaphat Sethratanapong |
| 2025 | Ready Energy        | Người phát ngôn thương hiệu                        | Với Kornnaphat Sethratanapong |
| 2025 | SUFOR-U             | Đại sứ cho dòng sản phẩm chăm sóc sức khoẻ SUFOR-U |                               |
| 2025 | TAO HEUNG MADE      | Đại sứ ẩm thực Tết Nguyên Đán                      |                               |
| 2025 | Hopewater           | Người mẫu đại diện                                 |                               |
| 2025 | NIVEA Thailand      | Người phát ngôn thương hiệu                        | Với Kornnaphat Sethratanapong |
| 2025 | PANTENE Thailand    | Đại sứ thương hiệu                                 | Với Kornnaphat Sethratanapong |
| 2025 | SEKI                | Seki Omakase                                       | Với Kornnaphat Sethratanapong |
| 2025 | Caltex              | Đại sứ thương hiệu                                 | Với Kornnaphat Sethratanapong |
| 2025 | Dior Beauty         | New Miss Dior Parfum Mini Miss                     | Với Kornnaphat Sethratanapong |
| 2025 | Eucerin             | Đại sứ thương hiệu                                 |                               |
| 2025 | ICHITAN             | Đại diện của dòng đồ uống hương vị trà xanh        | Với Kornnaphat Sethratanapong |
| 2025 | Sparkle             | Đại sứ thương hiệu                                 |                               |
| 2025 | Kopiluwak Coffee    | Đại sứ thương hiệu                                 |                               |
| 2025 | HER HYNESS          | Đại sứ thương hiệu                                 |                               |
| 2025 | Xiaolafu            | Đại sứ thương hiệu                                 |                               |
| 2025 | Jele Beautie        | Đại sứ thương hiệu                                 | Với Kornnaphat Sethratanapong |
| 2025 | Grab                | Friends of Grab                                    | Với Kornnaphat Sethratanapong |
| 2025 | Chabaa              | Presenter                                          |                               |
| 2025 | Sansiri             | Friends of Sansiri                                 |                               |
| 2025 | Laurier             |                                                    | Với Kornnaphat Sethratanapong |
| 2025 | PROYA               | Đại sứ thương hiệu                                 |                               |
| 2025 | Haus64              | Đại sứ thương hiệu                                 |                               |
| 2025 | HERA THAILAND       | Đại sứ thương hiệu                                 |                               |

## Buổi biểu diễn trực tiếp

### Fan meeting
| Năm  | Thời gian        | Tên                                                 | Quốc gia / Khu vực | Địa điểm                                      |
| ---- | ---------------- | --------------------------------------------------- | ------------------ | --------------------------------------------- |
| 2024 | Ngày 1 tháng 4   | Laorchan Fun & Furious                              | Thái Lan           | Suankularb Memorial Building                  |
| 2024 | Ngày 19 tháng 5  | Happy LingOrm Day                                   | Thái Lan           | The Children's Hospital Foundation            |
| 2024 | Ngày 23 tháng 6  | LingOrm 1st Meet "ใจซ่อนรัก The Secret of Us"         | Thái Lan           | TRUE ICON HALL                                |
| 2024 | Ngày 17 tháng 8  | LingOrm 1st Fan Meeting in Hong Kong                | Hồng Kông          | Sheraton Hong Kong Tung Chung Hotel           |
| 2024 | Ngày 8 tháng 9   | Dear my Love Ling & Orm                             | Thái Lan           | Impact Arena                                  |
| 2024 | Ngày 21 tháng 9  | LingOrm 1st Fan Meeting in Macau                    | Ma Cao             | Broadway Theatre                              |
| 2024 | Ngày 6 tháng 10  | Dear My Love Ling & Orm 1st Fan Meeting in Manila   | Philippines        | Araneta Coliseum                              |
| 2024 | Ngày 2 tháng 11  | Irreplaceable·LING Nanning Fan Meeting              | Trung Quốc         | Nanning, Guangxi                              |
| 2024 | Ngày 8 tháng 11  | Dear My Love Ling & Orm 1st Fan Meeting in Taipei   | Đài Loan           | Legacy Tera                                   |
| 2024 | Ngày 7 tháng 12  | Dear My Love Ling & Orm 1st Fan Meeting in Tokyo    | Nhật Bản           | The Tokyo International Forum                 |
| 2024 | Ngày 14 tháng 12 | Our Secret Love - LingOrm Fan Meeting in Macau      | Ma Cao             | Broadway Theatre                              |
| 2024 | Ngày 15 tháng 12 | Our Secret Love - LingOrm Fan Meeting in Macau      | Ma Cao             | Broadway Theatre                              |
| 2025 | Ngày 11 tháng 1  | LingOrm 2025 Fan Meeting in Hong Kong               | Hồng Kông          | AXA Dreamland                                 |
| 2025 | Ngày 25 tháng 1  | New Year's Appreciation Party                       | Trung Quốc         | Qingdao SCODA Pearl International Expo Center |
| 2025 | Ngày 16 tháng 2  | Lingling Kwong Fuzhou fan meeting 2025              | Trung Quốc         | Fujian Grand Theater                          |
| 2025 | Ngày 22 tháng 2  | Under The Moon - LingOrm 1st Fan Meeting in VietNam | Việt Nam           | Nhà thi đấu Nguyễn Du                         |
| 2025 | Ngày 11 tháng 5  | LingOrm Fan Meeting in Hong Kong                    | Hồng Kông          | Grand Ballroom                                |
| 2025 | Ngày 17 tháng 5  | LINGORM BIRTHDAY CHARITY 2025                       | Thái Lan           | MCC Hall, The Mall Lifestore                  |
| 2025 | Ngày 24 tháng 5  | Happy Birthday to Ling & Orm                        | Hàn Quốc           | Donghae Art Center, Kwangwoon University      |
| 2025 | Ngày 14 tháng 6  | LingOrm 1st FanMeeting in Singapore                 | Singapore          | Singapore Arena                               |
| 2025 | Ngày 29 tháng 6  | LING 1ST FANMEETING IN CHONGQING                    | Trung Quốc         | Chongqing, China                              |
| 2025 | Ngày 19 tháng 7  | Only You, Only Us, Only Now                         | Thái Lan           | MCC Hall, 3F, The Mall Lifestore              |

### Fansign
| Năm  | Thời gian       | Tên                          | Quốc gia / Khu vực | Địa điểm     |
| ---- | --------------- | ---------------------------- | ------------------ | ------------ |
| 2025 | Ngày 14 tháng 2 | Ling & Orm - The Story of Us | Thái Lan           | Siam Paragon |

### Concert
| Năm  | Thời gian       | Tên                   | Quốc gia / Khu vực | Địa điểm                   | Ghi chú   |
| ---- | --------------- | --------------------- | ------------------ | -------------------------- | --------- |
| 2024 | Ngày 1 tháng 12 | Lost In Gulf's Space  | Thái Lan           | MCC Hall The Mall Bangkapi | Khách mời |
| 2025 | Ngày 1 tháng 6  | Besea Music Festival  | Thái Lan           | Sea Sand Sun Huahin Resort |           |
| 2025 | Ngày 8 tháng 11 | Ling & Orm 1st FanCon | Thái Lan           | IMPACT Arena               |           |

## Giải thưởng và đề cử
| Năm  | Giải thưởng                        | Hạng mục                                                  | Đề cử                 | Kết quả      |
| ---- | ---------------------------------- | --------------------------------------------------------- | --------------------- | ------------ |
| 2022 | GLOBAL Star Media Awards 2022      | Nữ diễn viên đang lên có tác phẩm hay nhất                | Makkali The Love Tree | Đoạt giải    |
| 2024 | Nine Entertainment                 | Cặp đôi đẹp nhất năm (với Kornnapat Settharatanapong)     | The Secret Of Us      | Đề cử        |
| 2024 | FEED Y AWARDS 2024                 | Most Popular Couple (với Kornnapat Settharatanapong)      | The Secret Of Us      | Đề cử        |
| 2024 | FEED Y AWARDS 2024                 | Most Popular Series                                       | The Secret Of Us      | Đoạt giải    |
| 2024 | Maya TV Awards 2024                | Nữ nghệ sĩ quyến rũ của năm                               | The Secret Of Us      | Đoạt giải    |
| 2024 | Maya TV Awards 2024                | Cặp đôi của năm (với Kornnapat Settharatanapong)          | The Secret Of Us      | Đề cử        |
| 2024 | HOWE Awards 2024                   | The Best Couple (với Kornnapat Settharatanapong)          | The Secret Of Us      | Đề cử        |
| 2024 | HOWE Awards 2024                   | Shining Female                                            | The Secret Of Us      | Đề cử        |
| 2024 | HOWE Awards 2024                   | The 50 Influential People 2024                            | -                     | Đoạt giải    |
| 2024 | Y Entertain Awards 2024            | Rising Star Couple of the Year                            | The Secret Of Us      | Đề cử        |
| 2024 | Y Entertain Awards 2024            | Princess of Girls' Love                                   | The Secret Of Us      | Đoạt giải    |
| 2024 | Y Entertain Awards 2024            | Best GL Series of the Year                                | The Secret Of Us      | Đoạt giải    |
| 2024 | Y Universe Awards 2024             | Best Partner (với Kornnapat Settharatanapong)             | The Secret Of Us      | Đề cử        |
| 2024 | Y Universe Awards 2024             | The Best Couple (với Kornnapat Settharatanapong)          | The Secret Of Us      | Đề cử        |
| 2024 | Y Universe Awards 2024             | The Best Leading Role                                     | The Secret Of Us      | Đề cử        |
| 2024 | Y Universe Awards 2024             | Rising Star                                               | The Secret Of Us      | Đề cử        |
| 2024 | Dailynews Awards 2024              | D-RISING STAR (với Kornnapat Settharatanapong)            | The Secret Of Us      | Đề cử        |
| 2025 | Sanook Top of the Year Awards 2024 | Rising Star of the year                                   | The Secret Of Us      | Đoạt giải    |
| 2025 | HUB Awards 2024                    | MASTERPIECE OF THE YEAR                                   | The Secret Of Us      | Đoạt giải    |
| 2025 | Thailand Box Office Awards 2024    | Series GL of the year                                     | The Secret Of Us      | Đoạt giải    |
| 2025 | Thailand Box Office Awards 2024    | Best couple of the year (với Kornnapat Settharatanapong)  | The Secret Of Us      | Đoạt giải    |
| 2025 | Thailand Box Office Awards 2024    | Actress Series of the year                                | The Secret Of Us      | Đoạt giải    |
| 2025 | Zoomdara Awards 2025               | Cặp đôi hot nhất năm (với Kornnapat Settharatanapong)     | The Secret Of Us      | Đề cử        |
| 2025 | Kom Chad Luek Awards               | Nữ diễn viên được yêu thích nhất                          | The Secret Of Us      | Đoạt giải    |
| 2025 | Kom Chad Luek Awards               | Cặp đôi nổi tiếng (với Kornnapat Settharatanapong)        | The Secret Of Us      | Đề cử        |
| 2025 | KAZZ AWARDS 2025                   | Nữ thần trẻ tuổi được yêu thích nhất năm 2024             | -                     | Đoạt giải    |
| 2025 | KAZZ AWARDS 2025                   | Couple Of The Year (với Kornnapat Settharatanapong)       | The Secret Of Us      | Đề cử        |
| 2025 | KAZZ AWARDS 2025                   | Popular Female Teenage Award                              | The Secret Of Us      | Đề cử        |
| 2025 | KAZZ AWARDS 2025                   | Series of the year                                        | The Secret Of Us      | Đề cử        |
| 2025 | The People Awards                  | Popular of The Year 2025                                  | The Secret Of Us      | Đề cử        |
| 2025 | Nataraja Awards                    | Nữ diễn viên chính xuất sắc nhất                          | The Secret Of Us      | Đề cử        |
| 2025 | Nine Entertain Awards 2025         | Couple Of The Year (với Kornnapat Settharatanapong)       | The Secret Of Us      | Đề cử        |
| 2025 | Nine Entertain Awards 2025         | People's choice award                                     | The Secret Of Us      | Đề cử        |
| 2025 | Nine Entertain Awards 2025         | Rising Star Couple (với Kornnapat Settharatanapong)       | The Secret Of Us      | Đề cử        |
| 2025 | Bangkok Pride Awards 2025          | Pride Popular of Series/Drama                             | The Secret Of Us      | Đoạt giải    |
| 2025 | Thailand Y Content Awards 2024     | Nữ Diễn Viên Chính Xuất Sắc Nhất                          | The Secret Of Us      | Đề cử        |
| 2025 | Thailand Y Content Awards 2024     | Người Được Yêu Thích Nhất                                 | The Secret Of Us      | Đề cử        |
| 2025 | Thailand Y Content Awards 2024     | Cặp Đôi Hot Nhất Của Năm (với Kornnapat Settharatanapong) | The Secret Of Us      | Đề cử        |
| 2025 | Thailand Y Content Awards 2024     | Ngôi Sao Mới Của Năm                                      | The Secret Of Us      | Đề cử        |
| 2025 | Howe Awards 2025                   | THE BEST COUPLE (với Kornnapat Settharatanapong)          | The Secret Of Us      | Chưa công bố |
| 2025 | Howe Awards 2025                   | Hottest Series                                            | The Secret Of Us      | Chưa công bố |
| 2025 | Howe Awards 2025                   | Hottest Actress                                           | -                     | Chưa công bố |